# Donna Roma
Donna Roma ist eine vierteilige Mini-Krimiserie vom Filmregisseur Jakob Schäuffelen, die in Italien bzw. Deutschland spielt. Die Erstausstrahlung erfolgte am 1. März 2007 im ZDF.

## Handlung
Die Kommissarin Friederike Heise klärt mit ihren fallanalytischen und kriminal-psychologischen Kenntnissen (Profiler) Morde auf, deren Ursachen besonders schwer zu ermitteln sind. Zunächst ist sie nur aufgrund der angeordneten Amtshilfe, später dann aus sehr privaten Gründen in Rom. Ihr Partner, Hauptkommissar Marcello Pascarella und sie, geraten öfters einmal aneinander, fühlen sich trotzdem oder gerade deshalb zueinander hingezogen und bilden ein gutes Ermittlerteam.

## Episoden

### 1. Tödliche Kunst
Die Berliner Profilerin Friederike Heise reist nach Rom, um bei der Aufklärung eines Mordfalls zu helfen, da sie in Deutschland schon seit einiger Zeit an einem vergleichbaren Fall arbeitete und es sich vermutlich um denselben Täter handelt. Die Polizei hat eine Fälschung eines berühmten Gemäldes von Polidoro da Caravaggio gefunden, in welches das Gesicht des letzten Opfers hineingemalt wurde, offenbar eine psychopathische motivierte Tat. Der italienische Commissario Marcello Pascarella ist zunächst wenig erfreut über die Hilfe. Da auch die Reservierung des Hotels nicht so klappt, wie geplant, wohnt sie bei Marcello. Schließlich finden sie eine Spur. Ein Krankenpfleger hat das Gift, mit dem die Opfer einen qualvollen Tod fanden, aus dem Krankenhaus entwendet. Er entwischt Frederike und Marcello und wird später tot aufgefunden. Kurz vorher besucht Frederike noch Professor Tamburini, der eine typische Handschrift aus dem Malstil herausfinden soll. Er gibt vor, nichts zu finden, denn er selbst ist der „hochbegabte“ Künstler. Mit Waffengewalt begibt er sich mit ihr in einen versteckten Nebenraum. Als Marcello, der inzwischen auf die Spur Tamburinis gekommen ist, eintrifft und in dem inzwischen gefundenen Nebenraum Tamburini auffordert, sich zu stellen, will dieser Frederike eine Überdosis Nervengift verabreichen. Frederike kann sich auf dem Stuhl, auf dem sie gefesselt ist, derart wehren, dass Tamburini das Gift sich selbst injiziert und sofort stirbt. Als Frederike wieder zuhause eintrifft, findet sie ihren Ehemann mit einer seiner Studentinnen im Bett vor.

### 2. Mord und Sühne
Frederike wird eine feste Stellung in Rom angeboten und so begibt sie sich dorthin, da sie in Berlin nichts mehr hält. Ihre Tochter Sophie kommt ebenfalls mit nach Rom. Kaum angekommen gibt es einen neuen Fall: Eine ermordete Drogenabhängige liegt rituell aufgebahrt in einer Kirche. Frederike stellt ein Zusammenhang her. Vor einigen Jahren gab es einen ganz ähnlichen Fall, es gibt nur kleine Detailunterschiede. Der Küster und seine Tochter geraten schnell in Verdacht, etwas mit dem Mord zu tun zu haben. Ein weiterer Mord geschieht und später kommt heraus, dass das Opfer des früheren Falles, die andere Tochter des Küsters gewesen war. Schließlich gibt dieser den Mord zu.

### 3. Der Chiffre-Mörder
Nachdem nun auch Friederikes Mann in Rom aufgekreuzt ist, bring er die Haushälterin von Marcello zum Verzweifeln. Doch auch ein neuer Fall wartet. In einem abgebrannten Gebäude wurden Mordwerkzeuge gefunden, jedoch fehlen noch die Opfer. Schließlich finden Frederike und Marcello heraus, dass es sich um Obdachlose gehandelt haben muss, da sie niemand vermisst. Doch der Täter ist derart geschickt, dass alle Maßnahmen, ihn zu fassen, erfolglos sind. Inzwischen wird eine weitere Leiche gefunden: wieder ein Obdachloser. Dieser ist jedoch schon halb verwest. Schließlich finden sie den Täter: Es ist der Sicherheitsbeamte.

### 4. Der Rächer
Auf einem Kongress für forensische Psychologie wird ein führender Kriminalistikwissenschaftler erschossen. Der Täter scheint ein Nachahmer von einem in Haft sitzendem, Lars Keller, zu sein. Die Regierung stellt aufgrund dieses internationalen Vorfalles den Polizeichef unter Druck, was dieser wiederum auch mit seinem Team tut. Da Lars Keller etwas mit dem Mord zu tun haben könnte, wird er nach Rom geflogen. Obwohl er versucht alles hinter seinem Lächeln zu verbergen und trotzdem sehr kooperativ mitarbeitet, lässt sich Frederike von ihm nicht täuschen, er hat bereits zwei Kriminalpsychologen auf dem Gewissen. Durch einen simplen Trick kann er flüchten und sich mit einem „Freund“ verstecken. Jetzt will er sich an Frederike, die ihn eingelocht hatte, rächen. Er entführt Friederikes Mann, der in der Zwischenzeit aus Langeweile auch nach Rom gezogen war. Keller fordert Frederike auf, ohne Polizeischutz sich mit ihm zu treffen. Sie lässt sich darauf ein und schafft es, die Situation zu meistern, denn ihre italienischen Kollegen sind auch nicht untätig geblieben und konnten Keller und seinen Komplizen festsetzen. Frederike und ihr Mann haben sich inzwischen beide emotional voneinander entfernt und jeweils einen anderen Partner, der auf sie wartet.

## Besetzung
| Schauspieler       | Rollenname          | Beschreibung                                                |
| ------------------ | ------------------- | ----------------------------------------------------------- |
| Jutta Speidel      | Frederike Heise     | Hauptkommissarin und Fallanalytikerin (Profilerin)          |
| Luca Barbareschi   | Marcello Pascarella | Commissario                                                 |
| Annika Blendl      | Sophie Heise        | Tochter von Frederike und Konstantin                        |
| Huub Stapel        | Konstantin Heise    | Ehemann von Frederike                                       |
| Bruno Maccallini   | Franko Nanini       | Polizist / Mitarbeiter der Polizei                          |
| Gregor Törzs       | Giovanni            | Polizist / Mitarbeiter der Polizei                          |
| Valentina Lodovini | Angelina Puzzo      | Azubi der Polizei                                           |
| Marco Morellini    | Commissario         | Chef von Marcello, Franko, Giovanni, Angelina und Frederike |
| Nikolaus Paryla    | Dr. Ernesto Ducati  | Pathologe                                                   |
| Gianna Giachetti   | Carla di Lorenzo    | Haushälterin                                                |
| Judith Rosmair     | Margherita          | Freundin von Konstantin                                     |

## Weitere Daten
Die vier Folgen weisen eine Länge von 60 Minuten je Folge auf. Die Erstausstrahlung im ZDF erfolgte im Zeitraum vom 1. März 2007 bis zum 22. März 2007 und spielte in Rom und Berlin.
Die erste Episode verfolgten 5,21 Millionen Zuschauer bei einem Marktanteil von 15,9 Prozent. In der werberelevanten Zielgruppe sahen nur 0,75 Millionen bei 5,9 Prozent Marktanteil zu. Die zweite Folge sahen 4,74 Millionen, die dritte Folge 4,18 Millionen Zuschauer. Die letzte Episode sahen 3,20 Millionen Zuschauer (9,7 Prozent Marktanteil), in der Gruppe der 14- bis 49-Jährigen sahen nur noch 0,52 Millionen bei 3,3 Prozent Marktanteil zu.
Die Autoren Uli Brée, Birgit Grosz und Jürgen Pomorin verfassten die Drehbücher für Jakob Schäuffelen (Regie). Die Kamera führte Konstantin Kröning.
Als Produzenten fungierten Nico Hofmann und Sascha Schwingel innerhalb der Produktionsgesellschaft teamWorx Television und Film GmbH. Die Produktionsleitung oblag Karsten Kilian. Gedreht wurde in der Zeit vom 22. August 2006 bis zum 30. Oktober 2006.